# Vegaea
Vegaea é um género botânico pertencente à família Myrsinaceae.